# بن احمد
بن احمد (به فرانسوی: Ben Ahmed) یک منطقهٔ مسکونی در مراکش است که در استان سطات واقع شده‌است. بن احمد ۲۱٬۳۶۱ نفر جمعیت دارد.